# Incalá
Incalá (również Incala lub N´Cala) – wieś w Gwinei Bissau, w prowincji Sul, w regionie Tombali w sektorze Bedanda.

## Osoby związane z Incalá
- José Americo Bubo Na Tchuto (ur. 1949) - oficerem wojskowy, w latach 2003-2008 dowódca marynarki.